# Arroyo El Pescado
El arroyo El Pescado es un curso de agua de aproximadamente 36 kilómetros de longitud ubicado en el sur del Partido de La Plata, provincia de Buenos Aires, Argentina. Atraviesa las zonas de Arana, Ignacio Correas y Villa Garibaldi. Y se prolonga en los municipios vecinos de Berisso y de Magdalena. Es el límite natural de Villa Garibaldi, una zona semirrural que tiene sitios de valor histórico y cultural, y uno de los pocos cauces de la región que quedó al margen de la contaminación hídrica.
En su nacimiento, el arroyo El Pescado presenta un curso intermitente. Sus afluentes son los arroyos Los Difuntos, del Sauce y del Pino. Y recibe aguas de Cajaraville, en el partido de Magdalena. Tiene un curso sinuoso que atraviesa pastizales, cañadas y bañados. Su uso está aplicado, principalmente, a la ganadería y se restringen, sobre él, los asentamientos poblacionales. Es un lugar apropiado para la pesca recreativa.
El Senado y la Cámara de Diputados de la provincia de Buenos Aires, por proyecto del diputado Carlos Bonicatto (expte: D-1705/97-98), sancionaron con fuerza de ley (con carácter informativo, en pleno proceso de implementación y desarrollo) la ley 12247, declarándose Paisaje Protegido de Interés Provincial a la cuenca hidrográfica del arroyo El Pescado. El objetivo es conservarlo como recurso hídrico libre de contaminación y proteger la integridad del paisaje y de su área de influencia, manteniendo sus condiciones naturales actuales, desde su nacimiento, entre la calle 612 y la Ruta Provincial 36, hasta su desembocadura en el Río de la Plata, entre los balnearios Bagliardi y La Balandra, en el partido de Berisso, área que quedó exenta de eventuales construcciones que la afecten.
En 2020, se elevó, ante el Concejo Deliberante de La Plata, un proyecto para reglamentar los límites de los humedales de la periferia de esa ciudad y, de esta manera, resguardar los afluentes de agua dulce y proteger al arroyo. El objetivo es preservar las parcelas que lo rodean para evitar que se avance con emprendimientos privados que pongan en riesgo estos humedales. Si bien el Municipio de La Plata adhirió a esta normativa provincial por medio del Concejo Deliberante, en 1999, no fueron delimitadas, aún, las zonas a proteger del avance poblacional.
Existe un proyecto de extensión de la Universidad Nacional de La Plata cuyo iniciativa principal es conservar este arroyo y fomentar la práctica de una relación sustentable con su entorno inmediato, conservando el patrimonio natural para, así, mejorar la calidad de vida de la población.

## Véase también

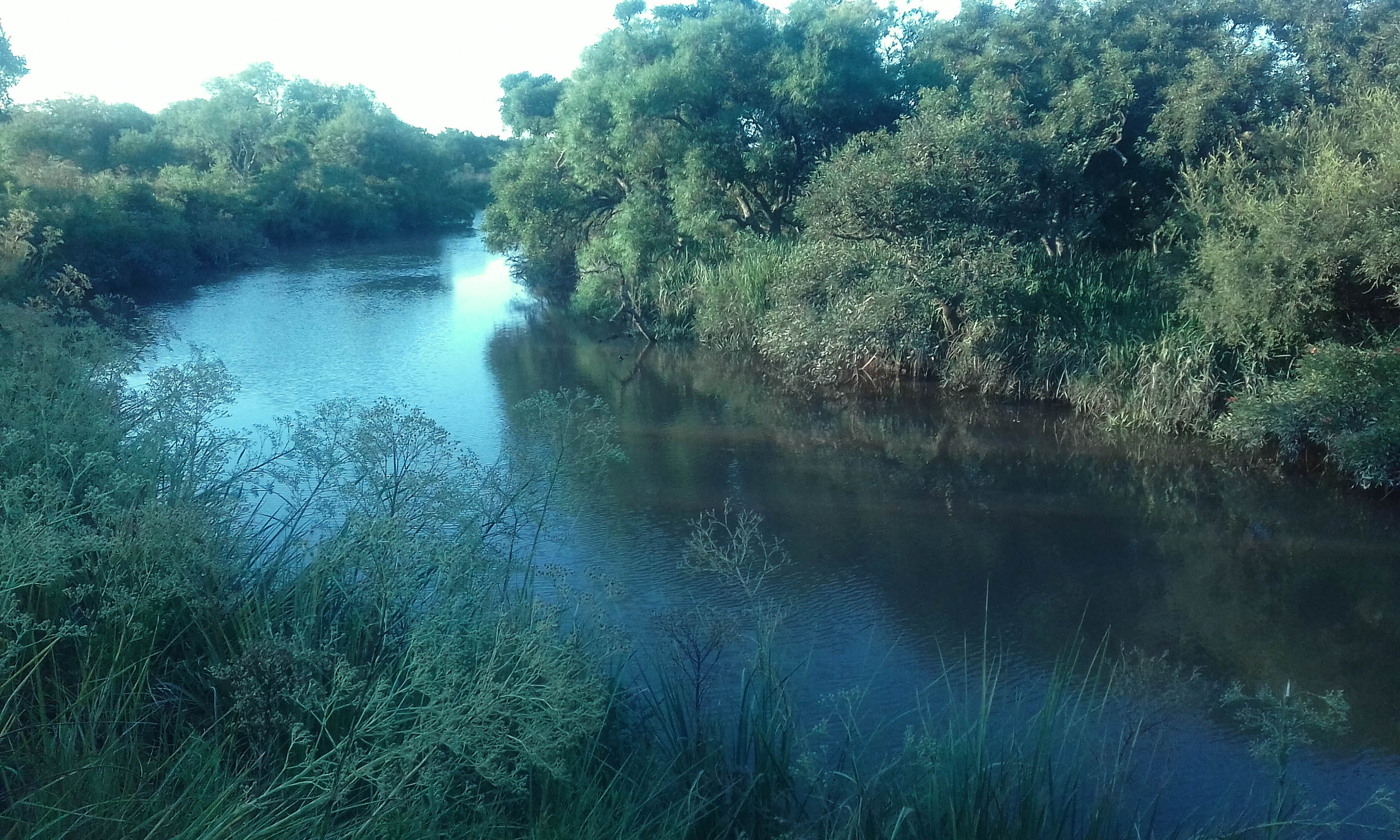
El curso del arroyo, en proximidades a la Ruta Provincial 15, en el partido de Berisso.